# Inger Hagerup
Inger Johanne Hagerup, nata Halsør (Bergen, 12 aprile 1905 – 6 febbraio 1985), è stata una scrittrice norvegese.
Fu poetessa e autrice di letteratura per l'infanzia e piéce teatrali.

## Biografia
In seguito alla perdita del padre, Inger è al seguito della madre in un continuo spostamento per la regione del Vestland, a causa ovviamente delle difficili condizioni economiche. Compiuti gli studi, prima a Volda (contea di Møre og Romsdal) e poi in un istituto commerciale di Oslo, inizia a dedicarsi seriamente alla composizione poetica dopo i primi esperimenti in epoca scolastica, riuscendo a farli pubblicare da diversi giornali.
Conosce Alfred Hagerup e con lui, nel 1931, si trasferisce a Trondheim e nuovamente ad Oslo. In questi anni stabilisce contatti con il gruppo di intellettuali raccolto attorno alla rivista Mot Dag.
Nel 1939 vede la luce la prima raccolta di poesie: Jeg gikk meg vill i skogene. Ma l'avvento del nazismo in Norvegia, l'occupazione e la persecuzione degli intellettuali e delle organizzazioni avverse al nazismo e al governo di Quisling, costringono lei e la famiglia a raggiungere la Svezia dove, ritrovato un folto gruppo di amici e intellettuali connazionali, prosegue illegalmente la composizione di versi di resistenza (fatta circolare clandestinamente su fogli di carta). L'attivismo politico non cesserà dopo il conflitto mondiale e il rientro in patria: lavorerà come collaboratrice alla rivista Kvinnen og Tiden (La Donna e il suo Tempo) e, per un certo periodo di tempo, come critico per il periodico comunista Friheten (La Libertà). 
La vera consacrazione Inger Hagerup la ottiene nel 1945 con la raccolta Videre, dove troviamo la celebre poesia Aust-Vågøy, definita in seguito da Sigurd Hoel il più bel componimento poetico di guerra, curiosamente attribuita dalla gente, durante la sua circolazione clandestina, ad Arnulf Øverland. Una poesia, la sua, parallelamente alla tradizione poetica dominante in Norvegia nel primo cinquantennio del Novecento, per niente modernista, per cui si ritroverà inevitabilmente nel vivo dibattito fra avanguardisti e tradizionalisti avviatosi durante gli anni Cinquanta.
La morte, ma soprattutto l'amore sono i temi cari alla Hagerup, uno dei rari punti di vista femminili nel paese. È vero, del resto, che se la sua arte poetica introduce poche novità sul piano formale e del contenuto, lo stesso non si può dire della sua poesia per l'infanzia, per la quale si pone come un'autrice all'avanguardia. In Så rart (1950) e in Lille Persille (1961) le riesce di eliminare il piano moraleggiante tipico della letteratura per bambini, creando meravigliosi spazi aperti alla pura fantasia.
Fu nel complesso una personalità vivace, beneamata, nota anche per alcune opere teatrali oltre che per una letteratura per adulti e per bambini.